# Ivan Šarić (arheolog)
Ivan Šarić (1943.) je hrvatski arheolog, karikaturist i političar. Rodom je iz Smiljana.